# Роман (Балащук)
Митрополи́т Рома́н (в миру Николай Михайлович Балащук укр. Микола Михайлович Балащук; род. 24 марта 1953, Блюдники, Станиславская область) — епископ Православной церкви Украины (с 2019).
Ранее — архиерей Украинской автокефальной православной церкви, митрополит Винницкий и Брацлавский (1990—1992 и 1995—2011), а также Украинской православной церкви Киевского патриархата (1992—1995).

## Биография
Родился 24 марта 1953 в селе Блюдники Галицкого района Ивано-Франковской области. С 1960 по 1970 год обучался в средней школе.
В 1974 году поступил в Ленинградскую духовную семинарию, которую окончил в 1978 году.
Женившись, 10 декабря 1977 года епископом Выборгским Кириллом (Гундяевым) был хиротонисан во диакона, а 16 апреля 1978 года митрополитом Ленинградским и Новгородским Никодимом (Ротовым) — во пресвитера.
С 1978 по 1990 год служил на приходах в Ивано-Франковской епархии (РПЦ). Развёлся с супругой.
В 1990 году перешёл в юрисдикцию Украинской автокефальной православной церкви, за что запрещен в священнослужении, а затем лишён сана.
21 мая 1990 года был пострижен в монашество с именем Роман. 22 мая 1990 года в приходе УАПЦ в селе Солукове Долинского района Ивано-Франковской области состоялась его хиротония в сан епископа Черниговского и Сумского. Хиротонию совершили: местоблюститель Киевского патриаршего престола УАПЦ митрополит Львовский и Галицкий Иоанн (Боднарчук), епископ Тернопольский и Бучацкий Василий (Боднарчук) и епископа Ивано-Франковский и Коломыйский Андрей (Абрамчук).
5 июня 1992 года, решением Архиерейского собора УАПЦ, был возведён в достоинство архиепископа.
В 1992 году вощёл в юрисдикцию Украинской православной церкви (Киевского патриархата), где 16 сентября 1992 года над ним была совершена повторная архиерейская хиротония в которой приняли участие митрополит Киевский Филарет (Денисенко), митрополит Переяславския и Сичеславский Антоний (Масендич), архиепископ Вышгородский Владимир (Романюк) и епископ Винницкий и Брацлавский Софроний (Власов). Был назначен управляющим Ровенской и Острожской епархией УПЦ КП.
В октябре 1995 году вновь присоединился к юрисдикции УАПЦ и 14 ноября 1995 года был назначен епископом Винницким и Брацлавским.
15 февраля 2005 года был возведён в достоинство митрополита.
До 3 февраля 2011 года по совместительству управлял Хмельницкой епархией УАПЦ. В июне 2011 года, за сопротивление в передаче управления новому управляющему Хмельницкой епархией епископу Адриану (Кулику), был исключён из состава иерархии УАПЦ, но в скором времени возвратился.
15 декабря 2018 года, на Объединительном соборе, вошёл в юрисдикцию новосозданной Православной церкви Украины.